# New Brasil Plus
New Brasil Plus, é uma plataforma de streaming e IPTV do Grupo Bandeirantes, estreado em 2024.

## Histórico
O New Brasil Plus foi lançado pela Newco Pay TV durante o encontro da Associação Brasileira de Provedores de Internet e Telecomunicações, em 12 de junho de 2024.

## Serviços
A plataforma é multitela e possui aplicativo. Seu serviço é oferecido ao cliente pelos provedores de internet. O serviço pode ser acessado pelo aplicativo par Android, Android TV, iOS, Samsung, LG e Roku ou online.
Em sua estreia, ela contava com 27 canais de vídeo, 53 de áudio e mais de mil horas em conteúdo VOD. Entre os canais disponíveis, estão cinco canais Stingray, cinco canais Hallo!, sete canais Paramount, incluindo Paramount Network, Nickelodeon, MTVs e Comedy Central, o canal infantil Leo & Lully, o canal Fish TV, além dos canais europeus TV5, RAI, TVE e SIC. Além disso, também transmite canais da Band, como o BandSports, BandNews TV, Arte 1, Sabor & Arte, Sabor & Arte 2, Terraviva, AgroMais e o New Brasil.